# Pleiße-Radweg
Der Pleiße-Radweg ist ein dem Lauf der Pleiße folgender Fluss-Radweg in den Bundesländern Sachsen und Thüringen.

## Der Verlauf
Der Pleiße-Radweg ist ca. 110 km lang und verbindet die Städte im Zwickauer Land, dem Landkreis Altenburg in Thüringen mit dem Landkreis und der Stadt Leipzig. Er beginnt in Ebersbrunn bei Zwickau und verläuft über Werdau und Crimmitschau bis nach Leipzig. Er durchquert dabei die Industrieregion Südwestsachsen, offene Landschaften in Ostthüringen, das Braunkohlerevier im Südraum von Leipzig, das Leipziger Neuseenland und die Stadt Leipzig. Dabei geht der Verlauf im Süden zum großen Teil durch zusammenhängende Städte und Gemeinden und führt zum großen Teil über Asphalt und Pflasterstraßen. Außerdem lässt die Beschilderung zwischen Werdau und Lichtentanne (Ebersbrunn) teilweise noch zu wünschen übrig. Erst ab Deutzen (Landkreis Leipzig) wird der Weg deutlich besser und ist bis nach Leipzig durchgehend ausgeschildert.

### Ortschaften (von Süd nach Nord)
Ebersbrunn - Stenn - Lichtentanne - Werdau (mit Steinpleis und Langenhessen) - Neukirchen - Crimmitschau - Ponitz - Gößnitz (mit Bornshain und Maltis) - Nobitz (mit Bornshain - Goldschau - Löhmigen - Zürchau - Zehma - Saara - Lehndorf - Selleris - Gardschütz und Mockern) - Altenburg (mit Zschechwitz und Paditz) - Nobitz (mit Kotteritz - Münsa - Wilchwitz) - Windischleuba - Fockendorf - Haselbach - Regis-Breitingen - Deutzen - Neukieritzsch - Rötha - Böhlen (mit Großdeuben) - Markkleeberg (mit Gaschwitz - Großstädteln und Raschwitz) - Leipzig

### Anschlussradwege (Auswahl)
- Radfernweg Thüringer Städtekette in Altenburg
- Pilgerweg entlang der Fernhandelsstraße „Via Imperii“ im Altenburger Land[2]
- Grüner Ring in Markkleeberg
- Weiße-Elster-Radweg in Leipzig

## Sehenswürdigkeiten rund um den Pleiße-Radweg
- Pleißenquelle (Drei Linden Brunnen) in Lichtentanne / Ebersbrunn
- Schloss Steinpleis
- Rathaus in Werdau
- Dampfmaschinenmuseum Werdau (mit Gartenbahn)
- Koberbachtalsperre in Langenhessen mit Freibad und Autokino
- Johanniskirche und Pfarrhof in Langenhessen
- Textilmuseum Crimmitschau
- Kloster in Frankenhausen
- in Ponitz: Schloss, Kirche (mit Silbermann-Orgel)
- in Altenburg (Auswahl): Schloss mit Spielkartenmuseum, Skatbrunnen, Rathaus, Rote Spitzen
- Stausee Windischleuba
- in Haselbach: See und Haselbacher Teiche, Erholungsgebiet Kohlebahn (von Haselbach bis Regis-Breitingen)
- im Böhlener Ortsteil Großdeuben, die barocke Katharinenkirche (mit einer Friderici-Orgel)
- Leipziger Neuseenland mit dem Markkleeberger See de facto angrenzend
- in Leipzig (Auswahl): Völkerschlachtdenkmal, Neues und Altes Rathaus, Zoo, Hauptbahnhof, Nikolai- und Thomaskirche
- in Leipzig (an der Pleiße): Leipziger Auenwald, Pleißemühlgraben, Connewitzer Wehr

### Galerie

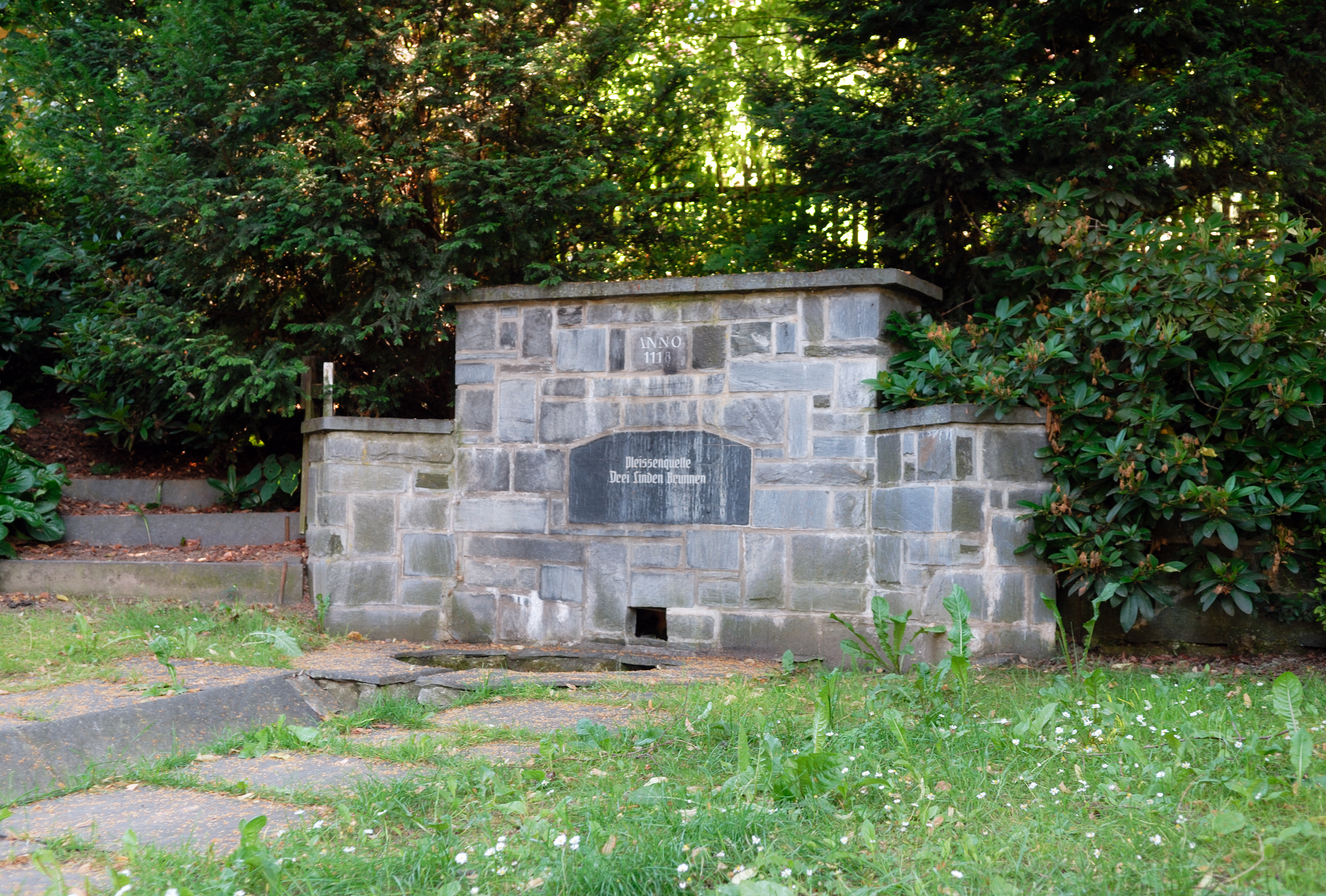
Die Pleißenquelle (Drei Linden Brunnen) in Lichtentanne - Ebersbrunn bei Zwickau
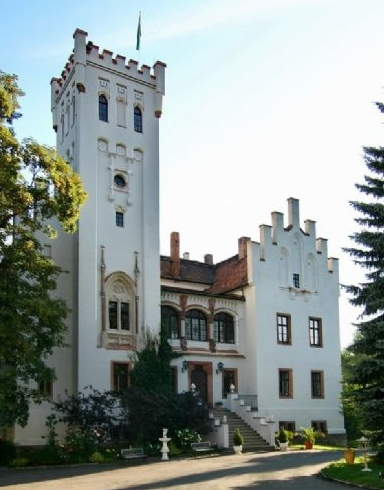
Schloss Steinpleis
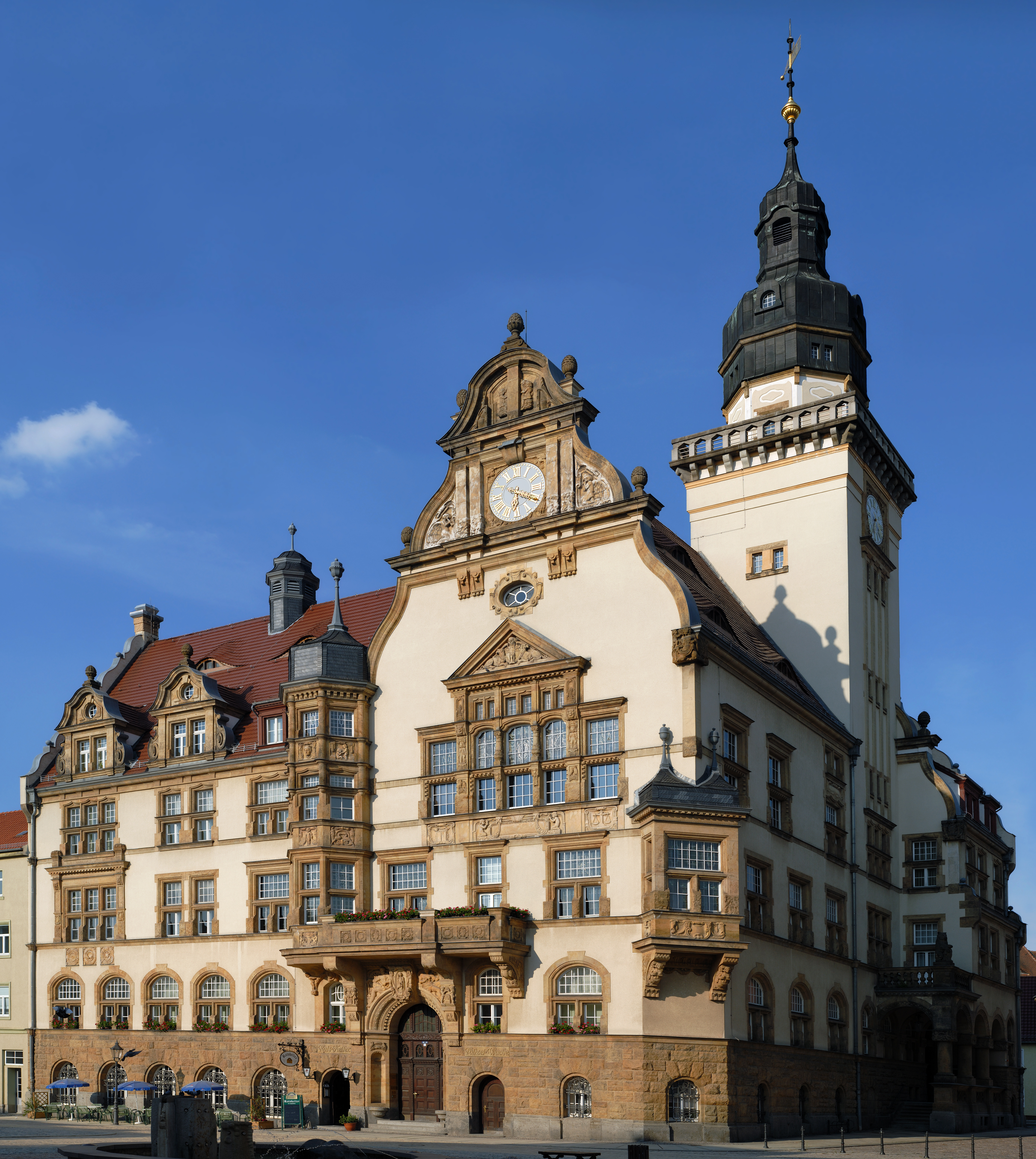
Rathaus Werdau
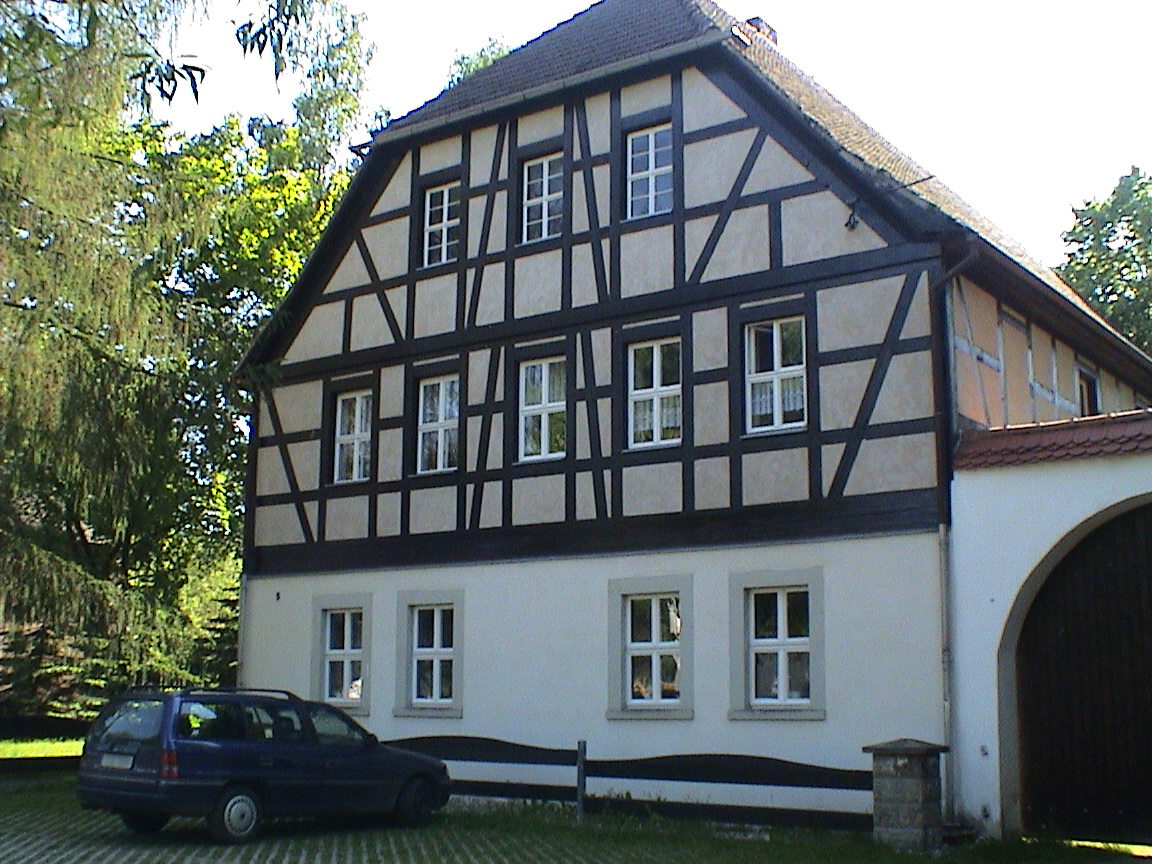
Pfarrhaus Langenhessen (Werdau)
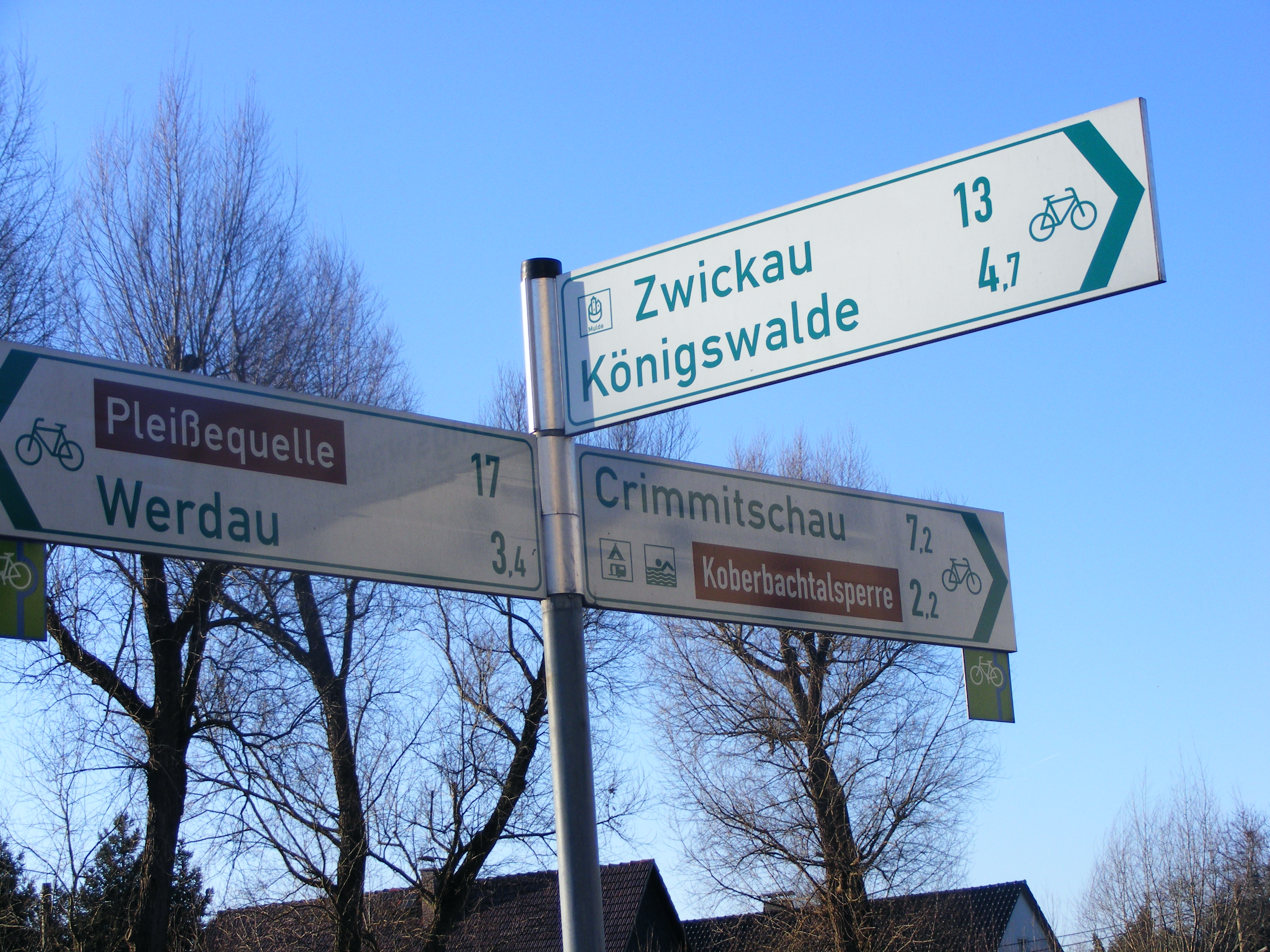
Wegweiser am Pleiße-Radweg in Langenhessen (Werdau)
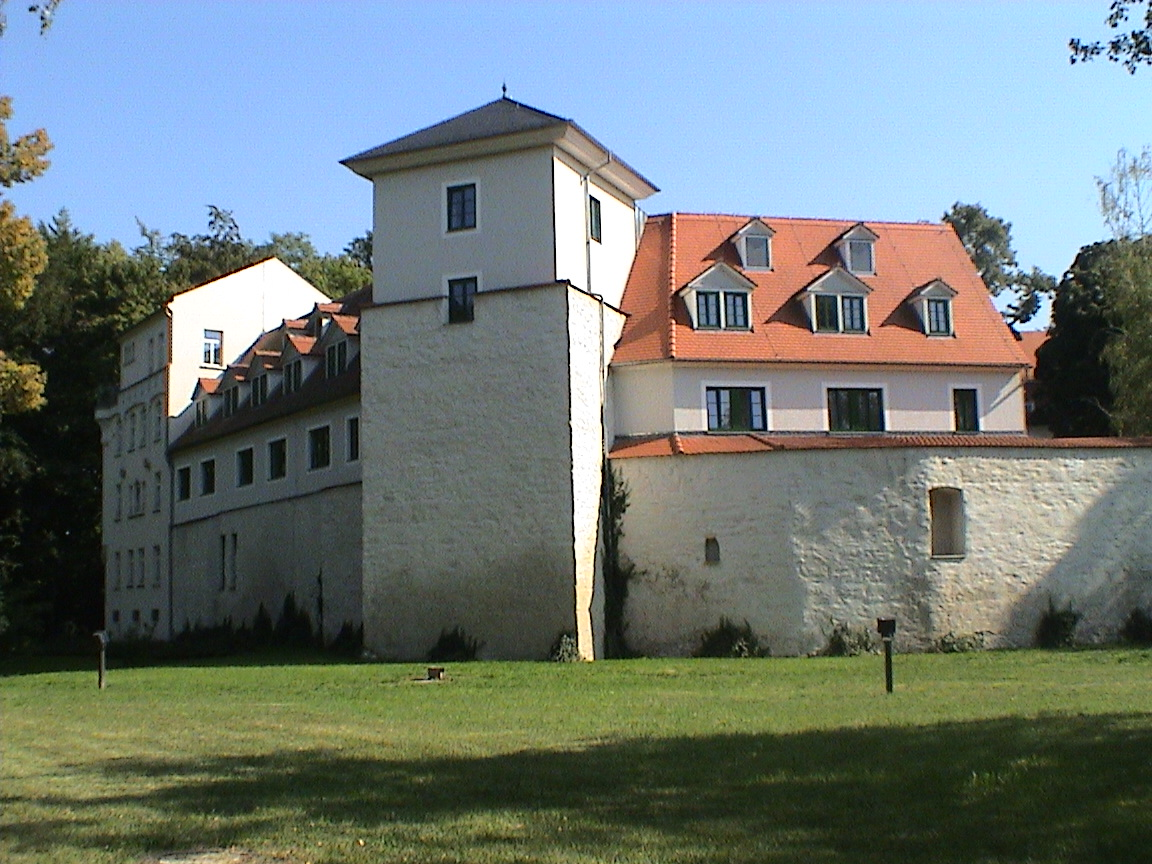
Schloss Schweinsburg (Neukirchen)
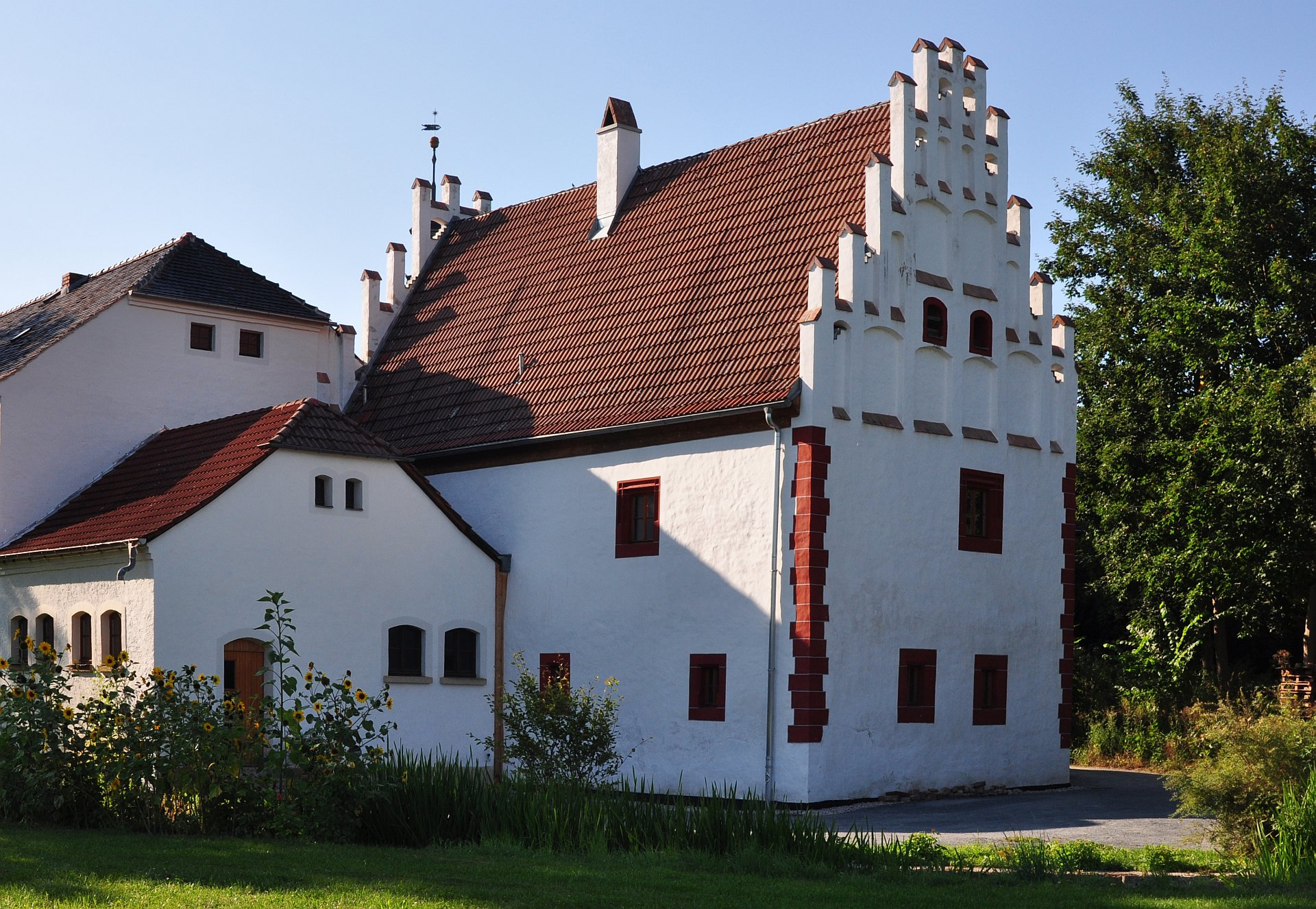
Kloster in Frankenhausen (Crimmitschau)
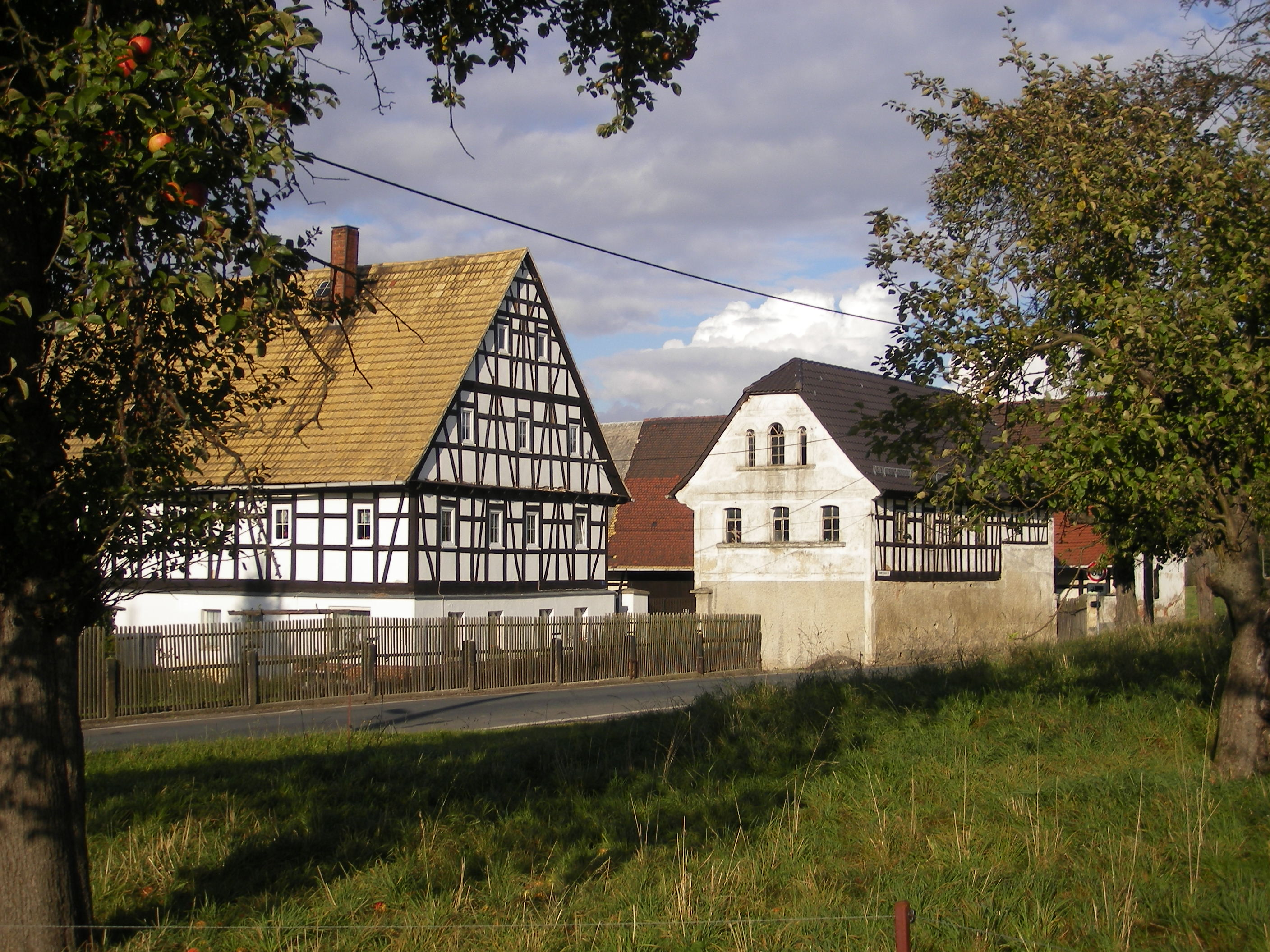
Vierseithof in Ponitz
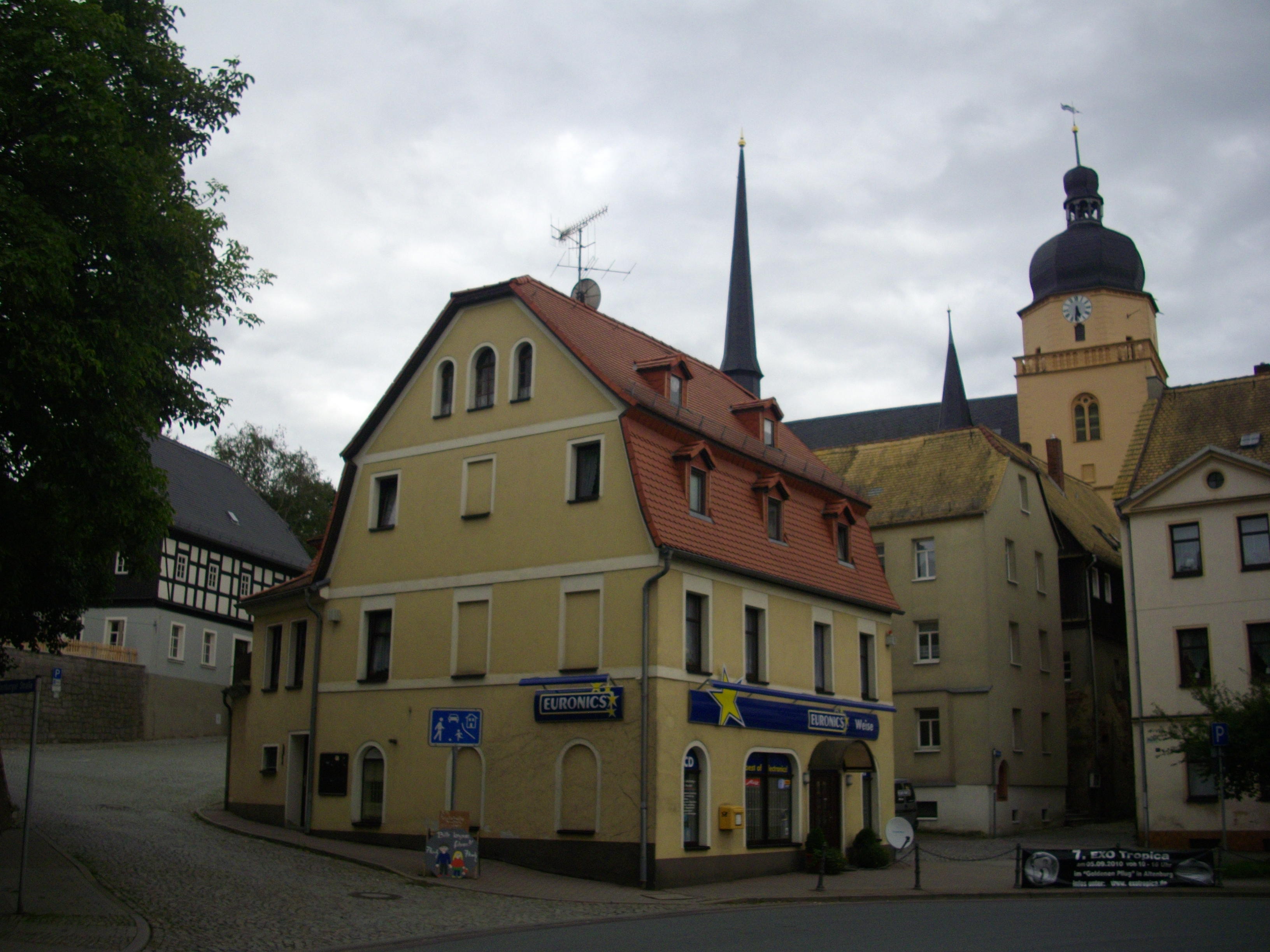
Marktplatz (Malerwinkel) in Gößnitz
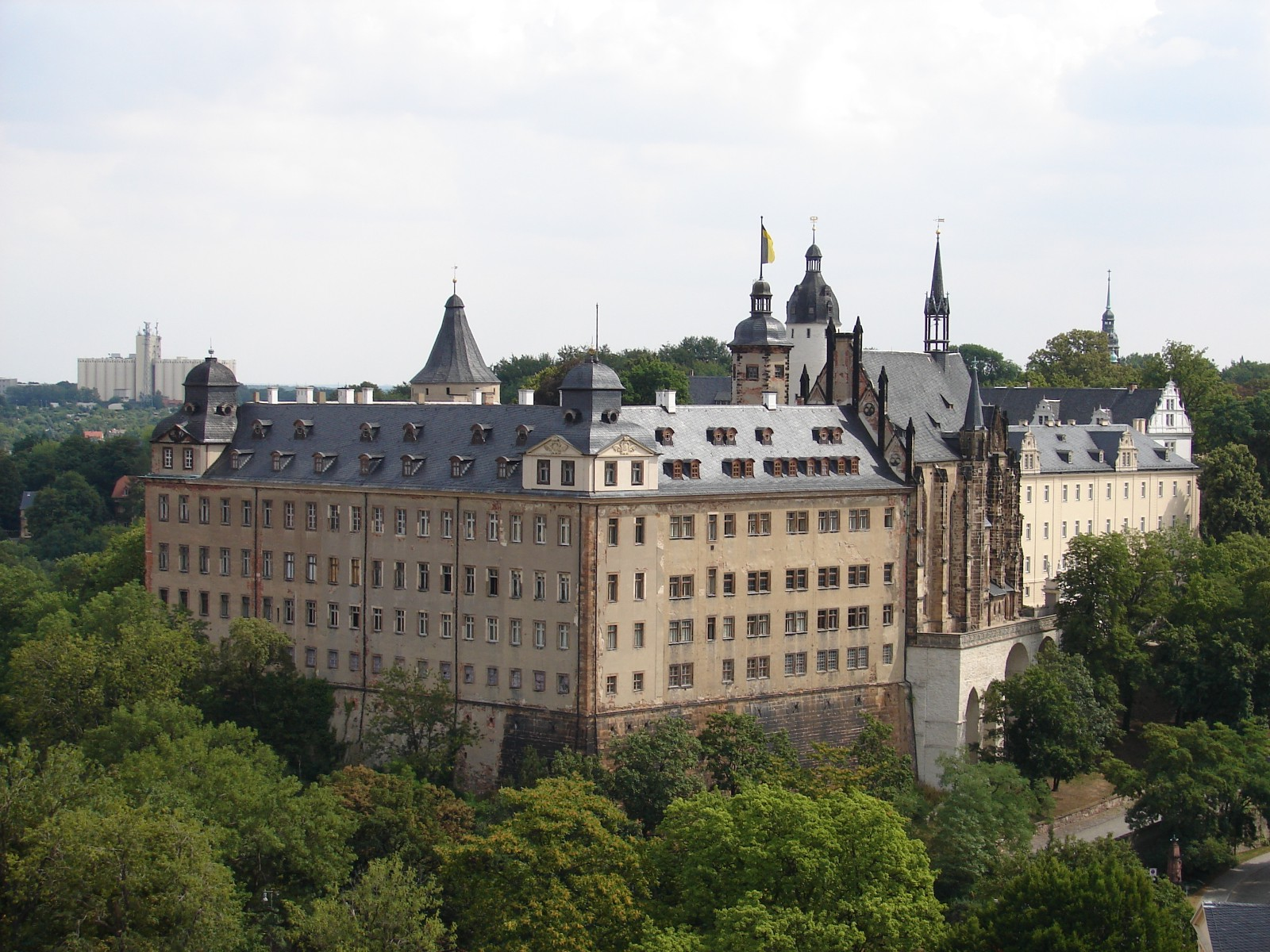
Schloss Altenburg
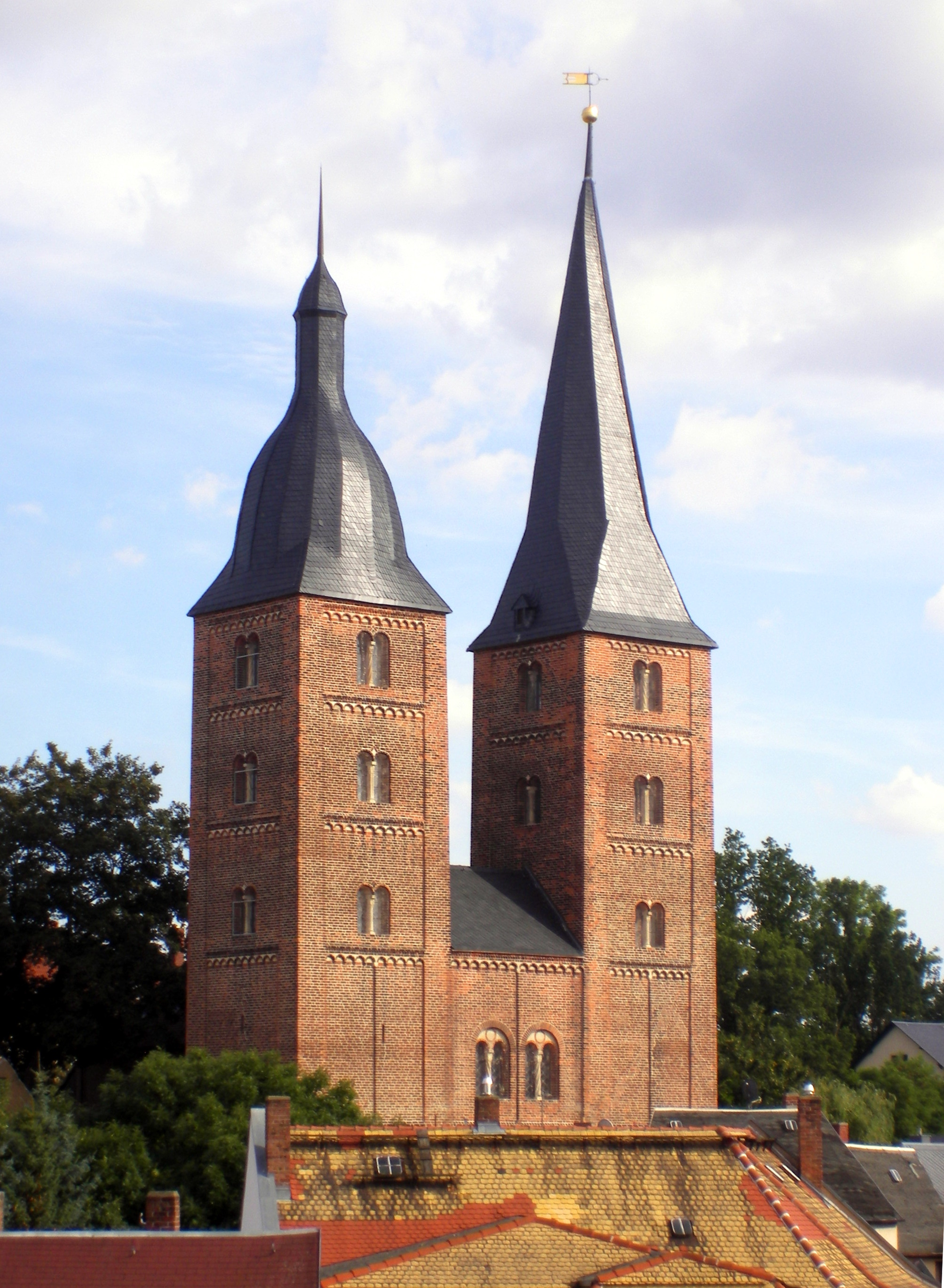
Altenburg, Rote Spitzen
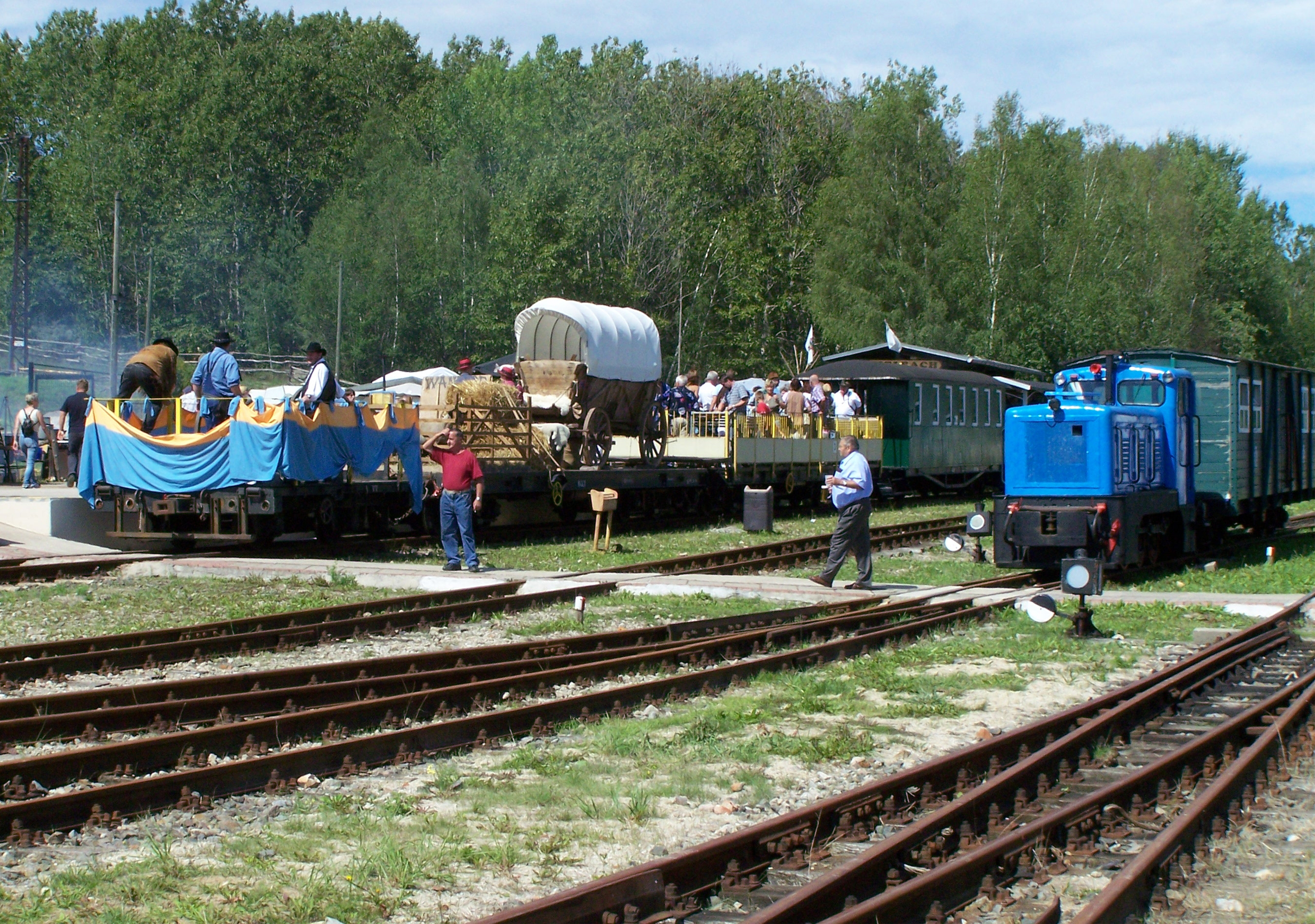
Bahnstrecke Regis-Breitingen–Meuselwitz
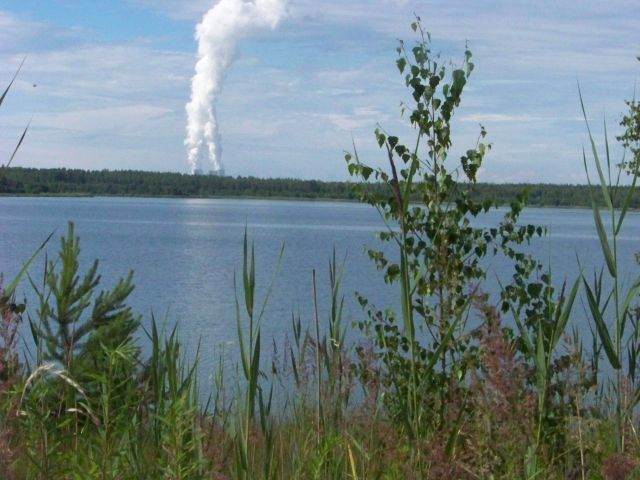
Haselbacher See (im Hintergrund Kraftwerk Lippendorf)
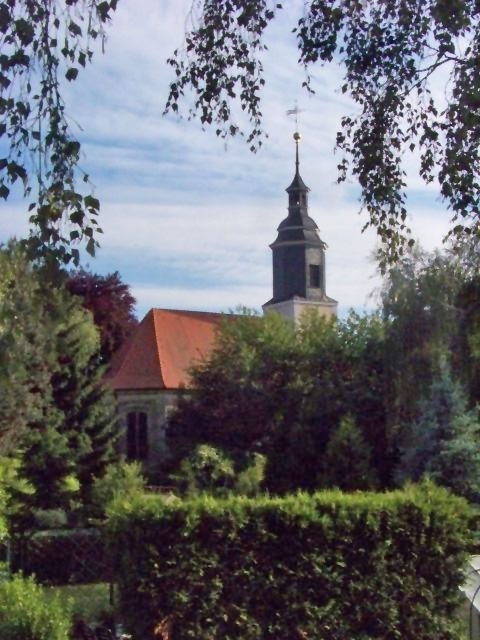
Katharinenkirche in Großdeuben
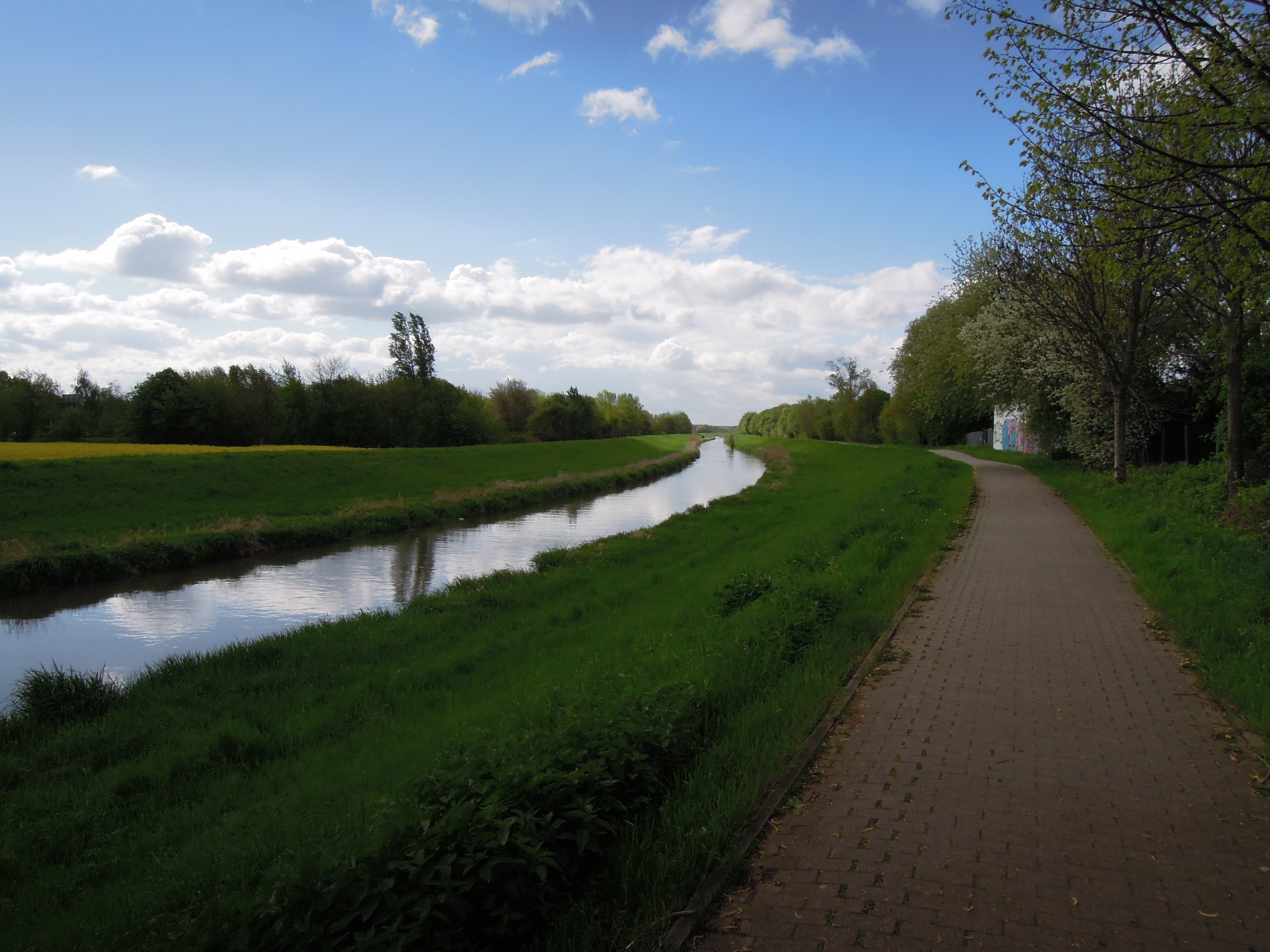
Pleiße und Pleiße-Radweg in Markkleeberg
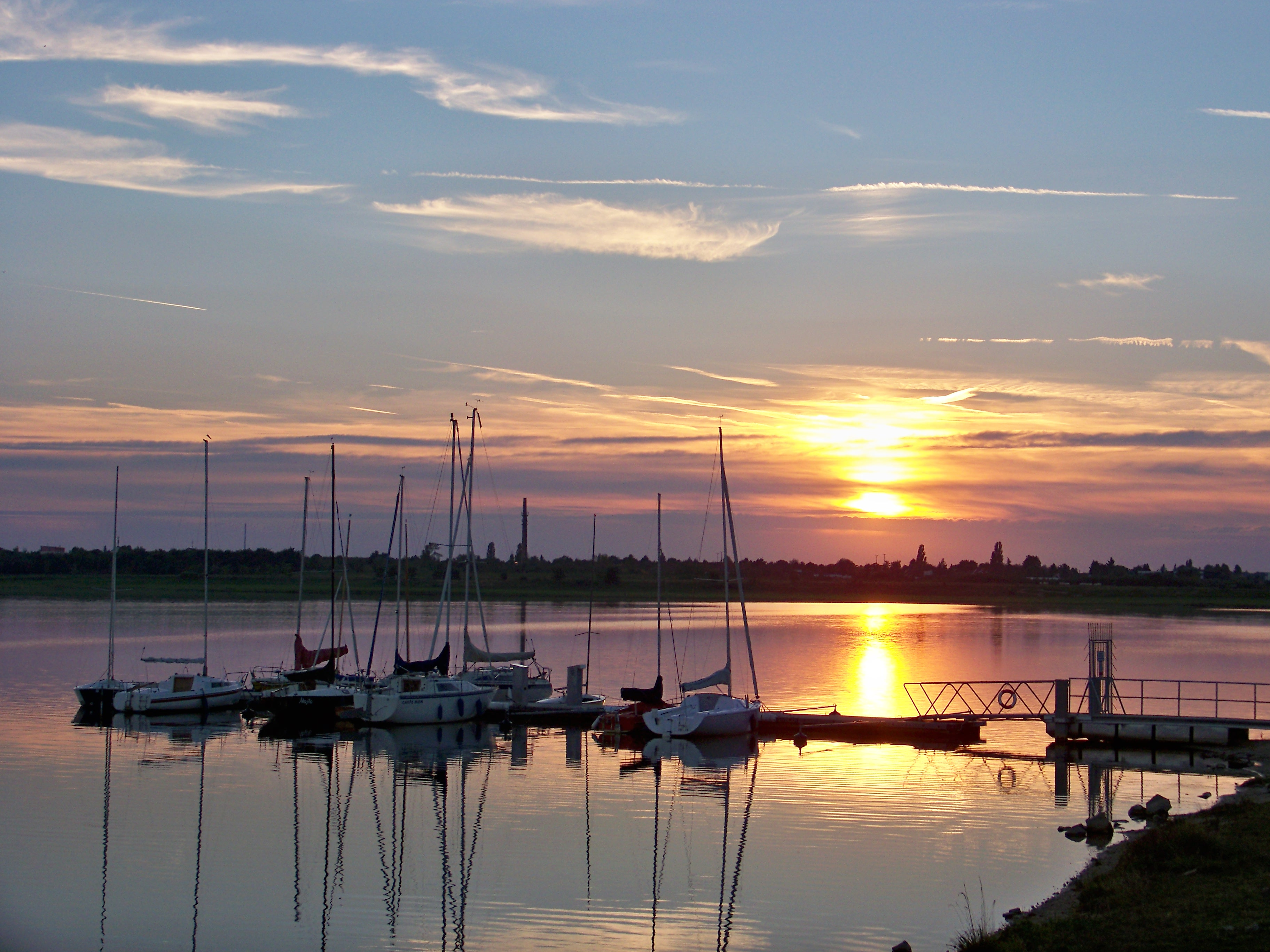
Bootsanlegestelle am Markkleeberger See
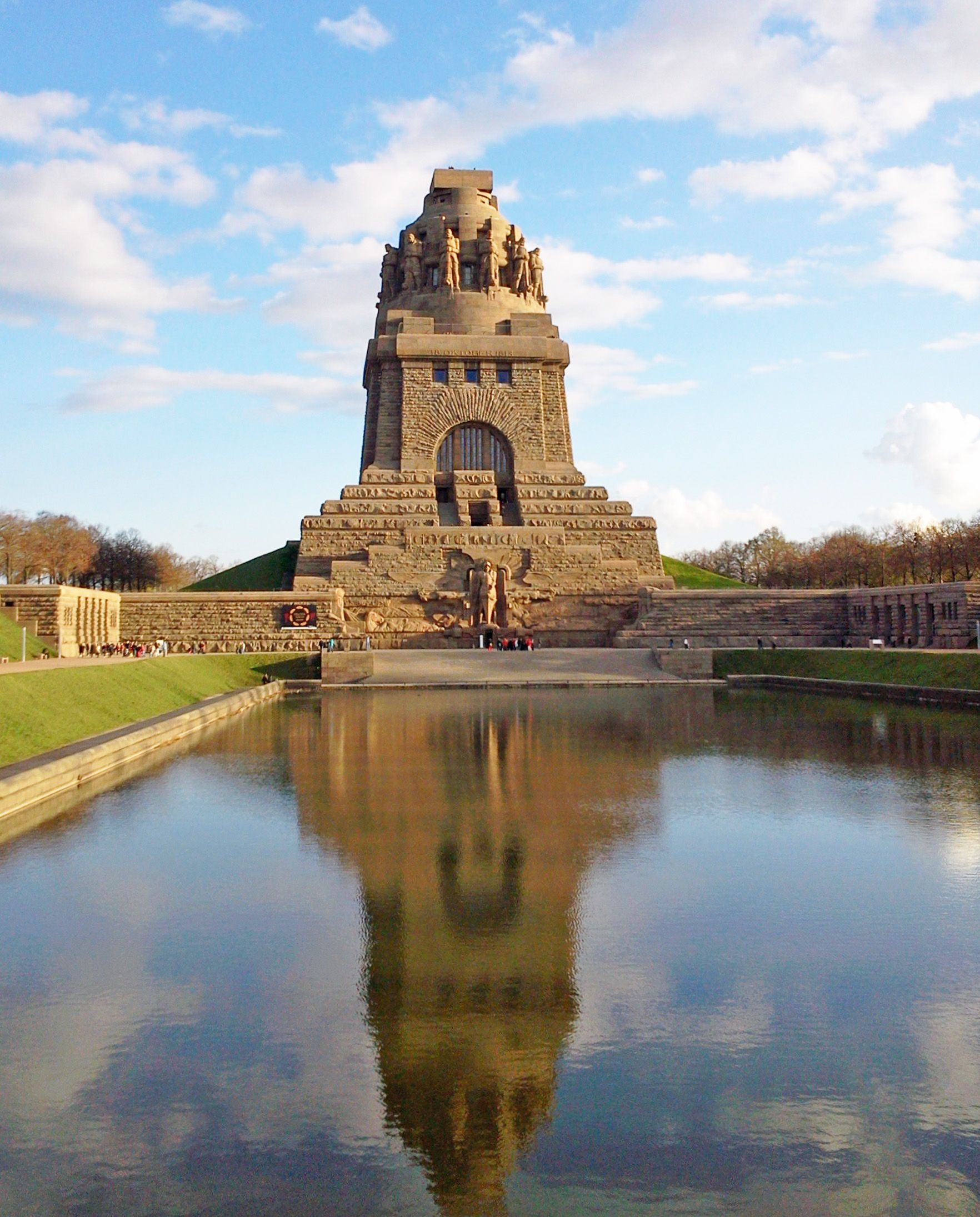
Leipzig, Völkerschlachtdenkmal
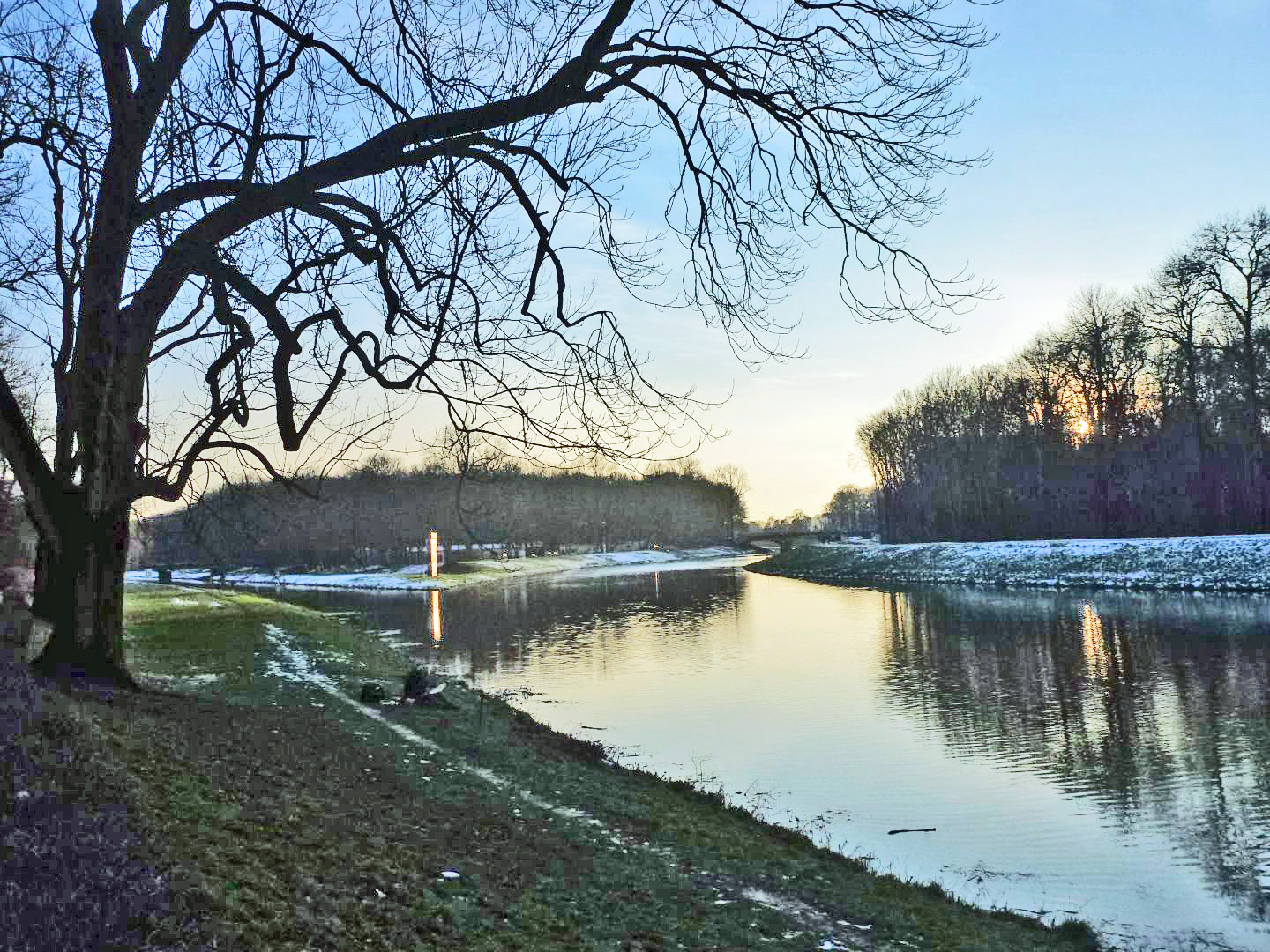
Leipzig, Pleißemündung in das Elsterflutbett